# Mary Ann Hall
Mary Ann Hall, född okänt år, död 1886, var en amerikansk bordellägare. Hon drev den största bordellen i USA:s huvudstad Washington City från 1840-talet till cirka 1878. På en lista över huvudstadens bordeller från år 1864 uppgavs hennes bordell ha 18 anställda, vilket gjorde den till den största i Washington. Hon var uppenbarligen mycket framgångsrik, och blev rik på sin verksamhet. 